# Hans Lauri

Hans Lauri (1991)

Hans Lauri (26 oktober 1944) is een Zwitsers politicus.
Lauri is lid van de Zwitserse Volkspartij (SVP). Hij was lid van de Regeringsraad van het kanton Bern. Van 1 juni 1996 tot 31 mei 1997 was hij voorzitter van de Regeringsraad (dat wil zeggen regeringsleider) van het kanton Bern.
Hans Lauri was vervolgens van 1998 tot 2007 lid van de Kantonsraad (eerste kamer Bondsvergadering).